# Predsednik Nemčije
Zvezni predsednik Zvezne republike Nemčije ali krajše Predsednik Nemčije (nemško Bundespräsident der Bundesrepublik Deutschland) je najvišji demokratično izvoljen politični položaj v Nemčiji.
Trenutni nosilec naziva je Frank-Walter Steinmeier.

## Rezidenca
Predsednik deluje in živi v palači Bellevue v Berlinu, njegov sekundarni sedež pa je v Vili Hammerschmidt v Bonnu. 

## Seznam predsednikov
Glej: Seznam predsednikov Nemčije
Od ustanovitve Zvezne republike Nemčije je skupaj dvanajst ljudi, ki so zasedli funkcijo predsednika. Šest jih je bilo članov CDU (Lübke, Carstens, von Weizsäcker, Herzog, Köhler, Wulff), trije člani SPD (Heinemann, Rau, Steinmeier), dva člana FDP (Heuss, Scheel) in en je bil neodvisen (Gauck). Štirje predsedniki so bili pred nastopom funkcije ministri v zvezni vladi (Lübke za kmetijstvo, Heinemann za pravosodje, Scheel in Steinmeier za zunanje zadeve ), dva od njih (Scheel, Steinmeier) sta bila nemška podkanclerja. Trije so bili vodje deželne vlade (von Weizsäcker Zahodni Berlin, Rau Severno Porenje-Vestfalija, Wulff Spodnja Saška), Rau je bil predsednik Bundesrata. Dva sta bila člana Bundestaga (Heuss, Carstens), Carstens pa je bil predsednik Bundestaga. Eden je bil predsednik Zveznega ustavnega sodišča (Herzog), direktor IMF (Köhler) in zvezni komisar za Stasi arhive (Gauck). Samo pet predsednikov (Heuss, Lübke, von Weizsäcker, Köhler in Steinmeier) je bilo ponovno izvoljenih za drugi petletni mandat in le dva od teh (Heuss, von Weizsäcker) sta služila vseh deset let. Christian Wulff je imel med vsemi predsedniki najkrajši mandat (1 leto, 7 mesecev in 18 dni).
Predsednika (v skladu s členom 57 Temeljnega zakona) nadomešča predsednik Bundesrata, ki lahko opravlja katero koli od predsednikovih dolžnosti, če je predsednik začasno nesposoben in te naloge prenese nanj (to se pogosto zgodi med državnimi obiski), ali če je predsedniško mesto prazno, v tem primeru postane vršilec dolžnosti predsednika, dokler ni izvoljen naslednik, kar se mora zgoditi v tridesetih dneh. To se je zgodilo trikrat:
- Leta 1949 je Karl Arnold opravljal dolžnost predsednika, potem ko je Temeljni zakon (Grundgesetz) začel veljati 7. septembra 1949 in preden je bil Theodor Heuss izvoljen na 1. zvezni konvenciji 12. septembra 1949.
- Leta 2010 je po odstopu Horsta Köhlerja in pred izvolitvijo Christiana Wulffa funkcijo predsednika opravljal Jens Böhrnsen.
- Leta 2012 je Horst Seehofer opravljal dolžnost predsednika po odstopu Christiana Wulffa in pred izvolitvijo Joachima Gaucka.

| Predsednik Bundesrata Karl Arnold je opravljal dolžnost predsednika od 7. do 12. septembra 1949.           |      |                                    |                                       |  |           |      | |
| 1 |      | Theodor Heuss (1884–1963)          | 12 september 1949 – 12 september 1959 |  | FDP       | 1949 | Karl Arnold (1949–1950) Hans Ehard (1950–1951) Hinrich Wilhelm Kopf (1951–1952) Reinhold Maier (1952–1953) Georg August Zinn (1953–1954) Peter Altmeier (1954–1955) Kai-Uwe von Hassel (1955–1956) Kurt Sieveking (1956–1957) Willy Brandt (1957–1958) Wilhelm Kaisen (1958–1959)                                                                   |
| 1 | 1954 | Theodor Heuss (1884–1963)          | 12 september 1949 – 12 september 1959 |  | FDP       |      | Karl Arnold (1949–1950) Hans Ehard (1950–1951) Hinrich Wilhelm Kopf (1951–1952) Reinhold Maier (1952–1953) Georg August Zinn (1953–1954) Peter Altmeier (1954–1955) Kai-Uwe von Hassel (1955–1956) Kurt Sieveking (1956–1957) Willy Brandt (1957–1958) Wilhelm Kaisen (1958–1959)                                                                   |
| 2 |      | Heinrich Lübke (1894–1972)         | 13 september 1959 – 30 junij 1969     |  | CDU       | 1959 | Wilhelm Kaisen (1959) Franz Josef Röder (1959–1960) Franz Meyers (1960–1961) Hans Ehard (1961–1962) Kurt Georg Kiesinger (1962–1963) Georg Diederichs (1963–1964) Georg August Zinn (1964–1965) Peter Altmeier (1965–1966) Helmut Lemke (1966–1967) Klaus Schütz (1967–1968) Herbert Weichmann (1968–1969)                                          |
| 2 | 1964 | Heinrich Lübke (1894–1972)         | 13 september 1959 – 30 junij 1969     |  | CDU       |      | Wilhelm Kaisen (1959) Franz Josef Röder (1959–1960) Franz Meyers (1960–1961) Hans Ehard (1961–1962) Kurt Georg Kiesinger (1962–1963) Georg Diederichs (1963–1964) Georg August Zinn (1964–1965) Peter Altmeier (1965–1966) Helmut Lemke (1966–1967) Klaus Schütz (1967–1968) Herbert Weichmann (1968–1969)                                          |
| 3 |      | Gustav Heinemann (1899–1976)       | 1 julij 1969 – 30 junij 1974          |  | SPD       | 1969 | Herbert Weichmann (1969) Franz Josef Röder (1969–1970) Hans Koschnick (1970–1971) Heinz Kühn (1971–1972) Alfons Goppel (1972–1973) Hans Filbinger (1973–1974) |
| 4 |      | Walter Scheel (1919–2016)          | 1 julij 1974 – 30 junij 1979          |  | FDP       | 1974 | Hans Filbinger (1974) Alfred Kubel (1974–1975) Albert Osswald (1975–1976) Bernhard Vogel (1976–1977) Gerhard Stoltenberg (1977–1978) Dietrich Stobbe (1978–1979) |
| 5 |      | Karl Carstens (1914–1992)          | 1 julij 1979 – 30 junij 1984          |  | CDU       | 1979 | Dietrich Stobbe (1979) Hans-Ulrich Klose (1979–1980) Werner Zeyer (1980–1981) Hans Koschnick (1981–1982) Johannes Rau (1982–1983) Franz Josef Strauß (1983–1984) |
| 6 |      | Richard von Weizsäcker (1920–2015) | 1 julij 1984 – 30 junij 1994          |  | CDU       | 1984 | Franz Josef Strauß (1984) Lothar Späth (1984–1985) Ernst Albrecht (1985–1986) Holger Börner (1986–1987) Walter Wallmann (1987) Bernhard Vogel (1987–1988) Björn Engholm (1988–1989) Walter Momper (1989–1990) Henning Voscherau (1990–1991) Alfred Gomolka (1991–1992) Berndt Seite (1992) Oskar Lafontaine (1992–1993) Klaus Wedemeier (1993–1994) |
| 6 | 1989 | Richard von Weizsäcker (1920–2015) | 1 julij 1984 – 30 junij 1994          |  | CDU       |      | Franz Josef Strauß (1984) Lothar Späth (1984–1985) Ernst Albrecht (1985–1986) Holger Börner (1986–1987) Walter Wallmann (1987) Bernhard Vogel (1987–1988) Björn Engholm (1988–1989) Walter Momper (1989–1990) Henning Voscherau (1990–1991) Alfred Gomolka (1991–1992) Berndt Seite (1992) Oskar Lafontaine (1992–1993) Klaus Wedemeier (1993–1994) |
| 7 |      | Roman Herzog (1934–2017)           | 1 julij 1994 – 30 junij 1999          |  | CDU       | 1994 | Klaus Wedemeier (1994) Johannes Rau (1994–1995) Edmund Stoiber (1995–1996) Erwin Teufel (1996–1997) Gerhard Schröder (1997–1998) Hans Eichel (1998–1999) Roland Koch (1999) |
| 8 |      | Johannes Rau (1931–2006)           | 1 julij 1999 – 30 junij 2004          |  | SPD       | 1999 | Roland Koch (1999) Kurt Biedenkopf (1999–2000) Kurt Beck (2000–2001) Klaus Wowereit (2001–2002) Wolfgang Böhmer (2002–2003) Dieter Althaus (2003–2004) |
| 9 |      | Horst Köhler (1943–2025)           | 1 julij 2004 – 31 maj 2010            |  | CDU       | 2004 | Dieter Althaus (2004) Matthias Platzeck (2004–2005) Peter Harry Carstensen (2005–2006) Harald Ringstorff (2006–2007) Ole von Beust (2007–2008) Peter Müller (2008–2009) Jens Böhrnsen (2009–2010) |
| 9 | 2009 | Horst Köhler (1943–2025)           | 1 julij 2004 – 31 maj 2010            |  | CDU       |      | Dieter Althaus (2004) Matthias Platzeck (2004–2005) Peter Harry Carstensen (2005–2006) Harald Ringstorff (2006–2007) Ole von Beust (2007–2008) Peter Müller (2008–2009) Jens Böhrnsen (2009–2010) |
| Predsednik Bundesrata Jens Böhrnsen je opravljal dolžnost predsednika od 31. maja do 30. junija 2010.      |      |                                    |                                       |  |           |      | |
| 10 |      | Christian Wulff (r. 1959)          | 30 junij 2010 – 17 februar 2012       |  | CDU       | 2010 | Jens Böhrnsen (2010) Hannelore Kraft (2010–2011) Horst Seehofer (2011–2012) |
| Predsednik Bundesrata Horst Seehofer je opravljal dolžnost predsednika od 17. februarja do 18. marca 2012. |      |                                    |                                       |  |           |      | |
| 11 |      | Joachim Gauck (r. 1940)            | 18 marec 2012 – 18 marec 2017         |  | Neodvisni | 2012 | Horst Seehofer (2012) Winfried Kretschmann (2012–2013) Stephan Weil (2013–2014) Volker Bouffier (2014–2015) Stanislaw Tillich (2015–2016) Malu Dreyer (2016–2017) |
| 12 |      | Frank-Walter Steinmeier (r. 1956)  | 19 marec 2017 – Sedanji predsednik    |  | SPD       | 2017 | Malu Dreyer (2017) Michael Müller (2017–2018) Daniel Günther (2018–2019) Dietmar Woidke (2019–2020) Reiner Haseloff (2020–2021) Bodo Ramelow (2021–2022) Peter Tschentscher (2022–2023) Manuela Schwesig (sedanja predsednica) |
| 12 | 2022 | Frank-Walter Steinmeier (r. 1956)  | 19 marec 2017 – Sedanji predsednik    |  | SPD       |      | Malu Dreyer (2017) Michael Müller (2017–2018) Daniel Günther (2018–2019) Dietmar Woidke (2019–2020) Reiner Haseloff (2020–2021) Bodo Ramelow (2021–2022) Peter Tschentscher (2022–2023) Manuela Schwesig (sedanja predsednica) |
| Viri: |      |                                    |                                       |  |           |      | |

1. ↑  14. oktobra 1968 je Lübke napovedal svoj odstop, ki je začel veljati 30. junija 1969, da bi omogočil izvolitev njegovega naslednika pred volilno kampanjo za zvezne volitve jeseni 1969.
2. ↑  31. maja 2010 je Köhler izjavil, da takoj odstopa s položaja predsednika.
3. ↑  17. februarja 2012 je Wulff izjavil, da takoj odstopa s položaja predsednika.